# Catemeral

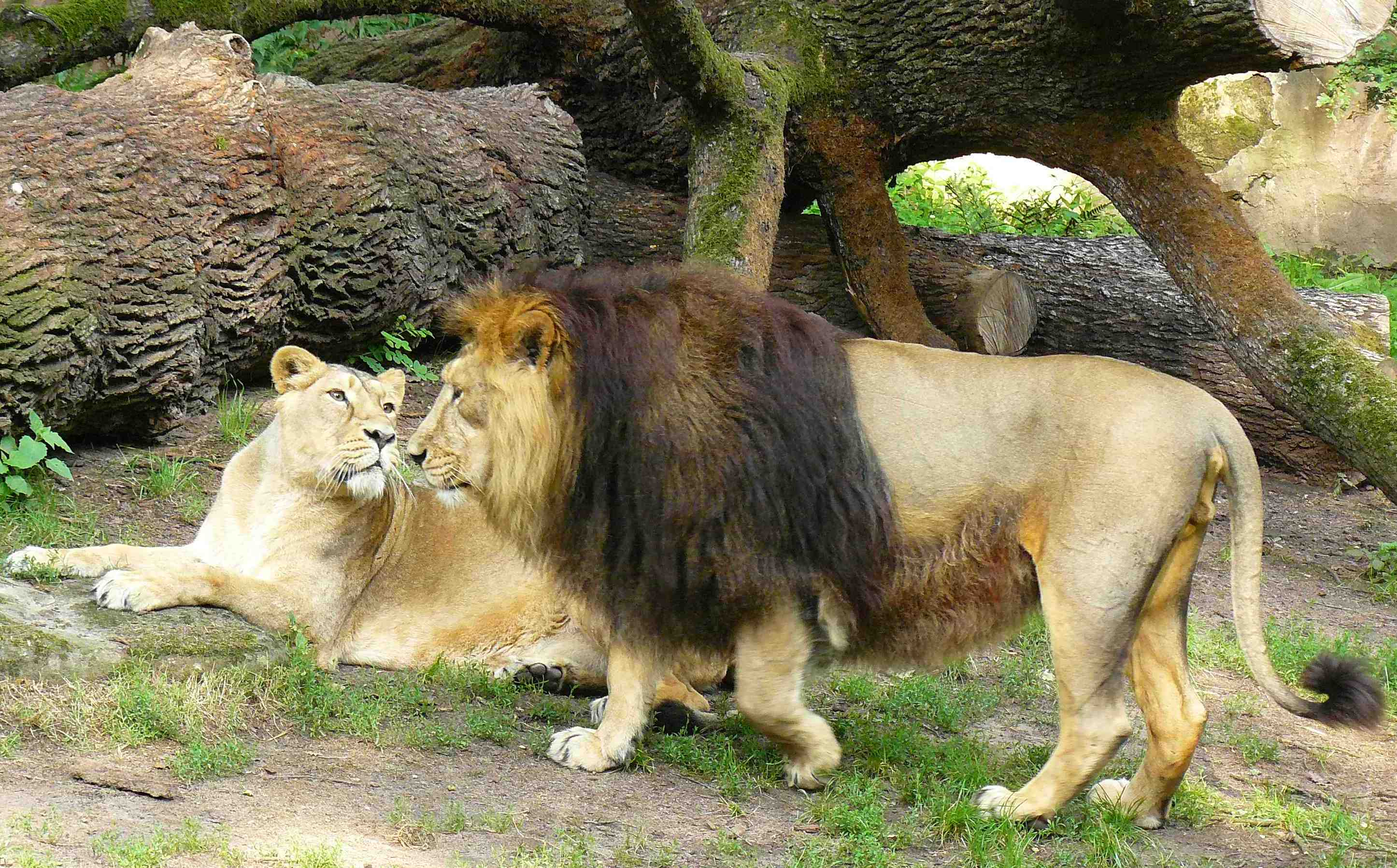
El león es un félido catemeral.

La catemeralidad, a veces llamada metaturnalidad, es un patrón de actividad organismal de intervalos irregulares durante el día o la noche en el que se adquiere alimento, se socializa con otros organismos y se realizan otras actividades necesarias para la subsistencia.  Esta actividad difiere del patrón generalmente monofásico (dormir una vez al día) de las especies nocturnas y diurnas, ya que es polifásico (dormir de 4 a 6 veces al día) y se distribuye aproximadamente de manera uniforme a lo largo del ciclo de 24 horas. 
Muchos animales no encajan en las definiciones tradicionales de ser estrictamente nocturnos, diurnos o crepusculares, a menudo impulsados por factores que incluyen la disponibilidad de alimento, la presión depredatoria y la variable temperatura ambiente.  Aunque la catemeralidad no se observa tan ampliamente en especies individuales como la diurnalidad o la nocturnidad, este patrón de actividad se ve en todos los taxones de mamíferos, como en leones, coyotes y lémures . 
El comportamiento catemeral también puede variar estacionalmente a lo largo de un año, presentando periodos de comportamiento predominantemente nocturno y periodos de comportamiento predominantemente diurno. Por ejemplo, la catemeralidad estacional se ha descrito en el lémur mangosta (Eulemur mongoz) como una actividad que pasa de ser predominantemente diurna a ser predominantemente nocturna a lo largo de un ciclo anual, pero se ha observado que los lémures pardos comunes (Eulemur fulvus) cambian estacionalmente de actividad diurna a catemeralidad. 
A medida que avanza la investigación sobre la catemeralidad, se han identificado numerosos factores que influyen en el comportamiento catemeral de un animal y en sus razones. Entre estos factores se incluyen la variación de recursos, la calidad del alimento, la fotoperiodicidad, la luminosidad nocturna, la temperatura, la evasión depredatoria y las limitaciones energéticas.   

## Etimología
En el manuscrito original de su artículo «Patrones de actividad en el lémur de Mayotte, Lemur fulvus mayottensis», Ian Tattersall introdujo el término catemeralidad para describir un patrón de actividad observada que no era ni diurno ni nocturno.  Aunque se propuso el término catemeral, inicialmente se consideró innecesario como nueva jerga, por lo que se utilizó el término diel en la versión publicada. En 1987, Tattersall ofreció una definición formal de catemeral, recurriendo a sus raíces griegas antiguas .
La palabra es un compuesto de dos términos griegos: κᾰτᾰ́ (katá) «a través de» y ἡμέρᾱ (hēmérā) «día». El término cathemeral, por lo tanto, significa «durante el día», donde «día» se refiere al día completo de medianoche a medianoche. Tattersall atribuye a su padre, Arthur Tattersall, y a Robert Ireland, dos clasicistas, el haber considerado este problema léxico y propuesto su solución. 

## Influencias en la catemeralidad

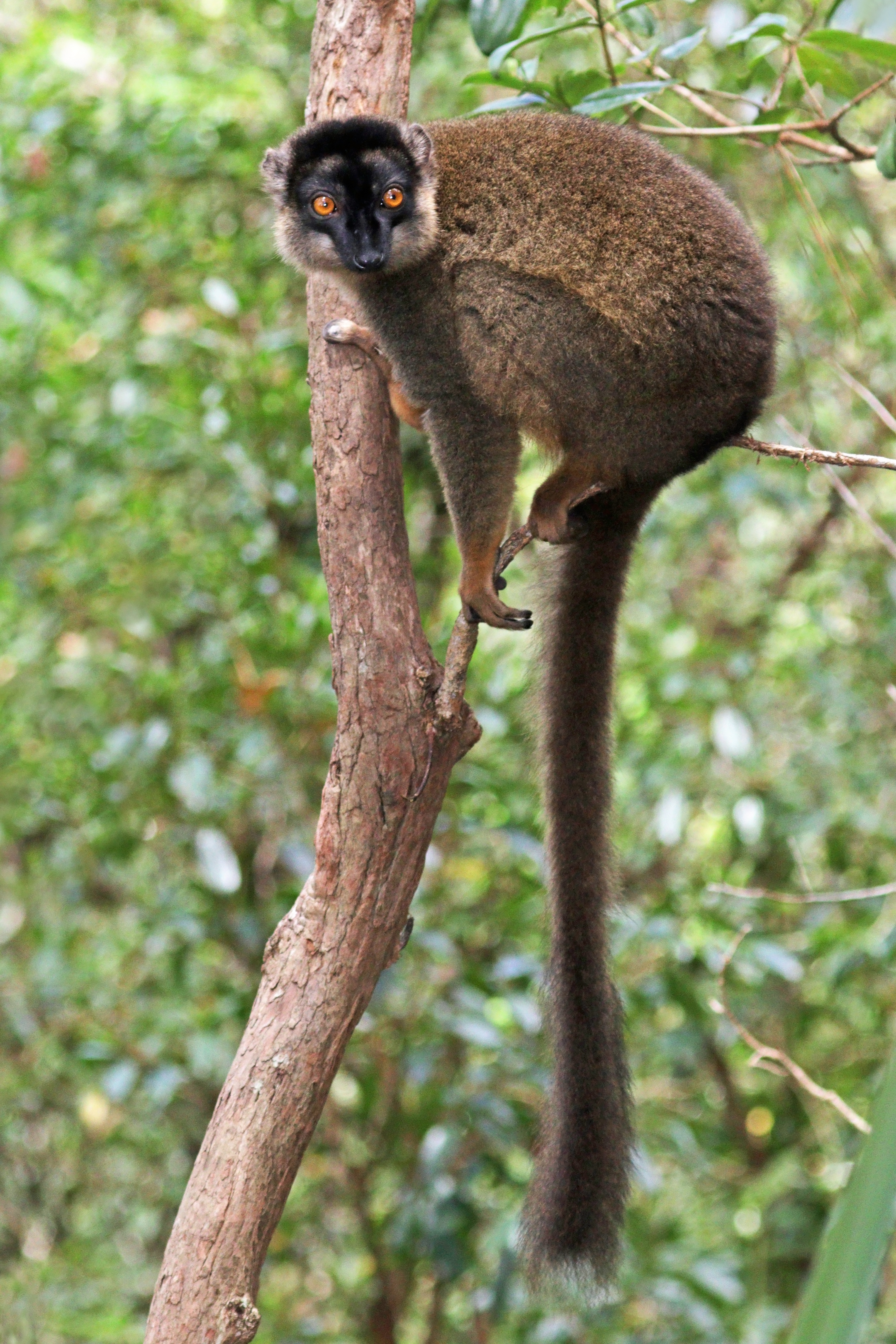
Un lémur marrón común, un primate catemeral

### Factores ambientales
Se ha determinado que la fotoperiodicidad influye considerablemente en la distribución de la actividad a lo largo del día. Cuando hay más horas de luz diurna y un mayor retraso en la puesta del sol, la actividad vespertina comienza antes, lo que a su vez aumenta la actividad diurna. Por el contrario, cuando hay una disminución de las horas de luz diurna y un menor retraso en la puesta del sol, la actividad vespertina comienza más tarde, lo que a su vez aumenta la actividad nocturna. 
La luminosidad nocturna influye en el patrón anual de ritmos de actividad y afecta tanto el comportamiento diurno como el nocturno. Se ha descubierto que la luminosidad nocturna se correlaciona positivamente con la cantidad de actividad nocturna y negativamente con la actividad diurna. En otras palabras, la distribución de la actividad de un animal puede depender en cierta medida de la presencia del limbo lunar y de la fracción de luna iluminada en relación con las horas de salida y puesta del sol. 

### Termorregulación
Se ha dicho que la termorregulación es una respuesta adaptativa que permite a los animales catemerales minimizar el estrés termorregulador y los costos asociados con el mantenimiento de la homeostasis térmica.  Una comparación entre la actividad diurna y las temperaturas ambientales mostró que los individuos catemerales muestran la menor actividad durante las horas más calurosas del día y exhiben un aumento en la actividad nocturna, por lo tanto, exhiben una disminución en la actividad diurna durante las estaciones cálidas y húmedas. Por ejemplo, para reducir el estrés por calor, los canguros grises orientales (Macropus giganteus) pasan las horas de luz del día a la sombra y, como resultado, aumentan su actividad nocturna. 

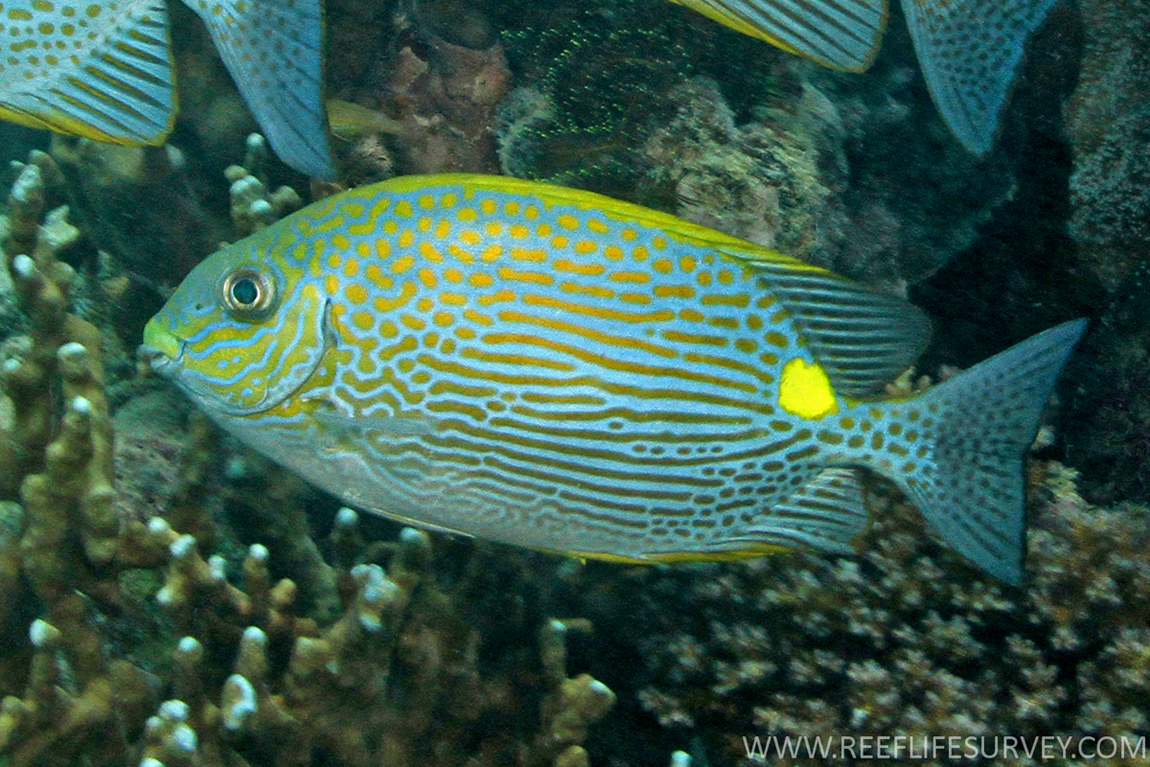
Los siganitos de líneas doradas muestran un comportamiento catemeral para evitar a los depredadores.

### Evasión depredatoria
Se ha planteado la hipótesis de que los animales catemerales alteran sus patrones de actividad durante un período de 24 horas como mecanismo para evitar la depredación. Por ejemplo, los lémures están sujetos a una gran cantidad de depredación, como la de las aves rapaces diurnas o los fossa, cuando están activos durante el día. En un intento por minimizar el riesgo de depredación, los lémures limitan su actividad diurna. Efectos de enmascaramiento depredativo se han visto en el pez de arrecife tropical Siganus lineatus, ya que cambia su actividad según las presiones de depredación específicas en entornos particulares. Otras hipótesis sugieren que la catemeralidad proporciona patrones de actividad menos predecibles a los depredadores, lo que hace que el individuo catemeral sea «temporalmente críptico». Esto proporciona una ventaja a los animales catemerales, ya que sus depredadores son incapaces de anticipar el patrón de actividad de sus presas debido a su horario irregular y flexible. 

### Restricciones energéticas
Se ha reportado que el tamaño corporal está correlacionado con el comportamiento catemeral. La catemeralidad permite a los animales buscar alimento en cualquier momento del día para maximizar la ingesta de energía y nutrientes. Esto implica que tienen la oportunidad de comer hasta el doble que las especies nocturnas o diurnas. Dado que los animales más grandes poseen mayores requerimientos energéticos, tienden a pasar más tiempo buscando alimento que los animales más pequeños, y como resultado, se comportan catemeralmente. Por el contrario, un tamaño corporal pequeño causa un aumento en la tasa metabólica, lo que también puede resultar en actividad catemeral para intentar mejorar la eficacia de la búsqueda de alimento, como se observa en musarañas y topillos. 

## Evolución de la catemeralidad
La hipótesis del desequilibrio evolutivo sugiere que la catemeralidad es resultado de la diversificación de patrones de actividad más especializados, y se considera, en cierta medida, un estado de transición entre la nocturnidad y la diurnidad. Por ejemplo, se dice que el primate ancestral es nocturno, pero puede haber mostrado flexibilidad en los patrones de actividad que facilitó la evolución de la catemeralidad. Esta hipótesis se sustenta en el enfoque comparativo de la morfología de la visión en primates. Los primates nocturnos poseen sistemas visuales que dependían principalmente de la sensibilidad a la luz, en contraposición a la calidad de la agudeza. Los primates nocturnos también presentan un mayor tamaño de la córnea, una alta relación bastones-conos y mayores fotorreceptores en relación con las células ganglionares en comparación con los sistemas de visión de los primates diurnos. Los primates catemerales exhiben un sistema de visión intermedio entre los primates diurnos y nocturnos, lo que sugiere una adaptación evolutiva que proporcionó a las especies nocturnas la oportunidad de la actividad diurna cuando era ventajoso. 